# Flora Bieńkowska

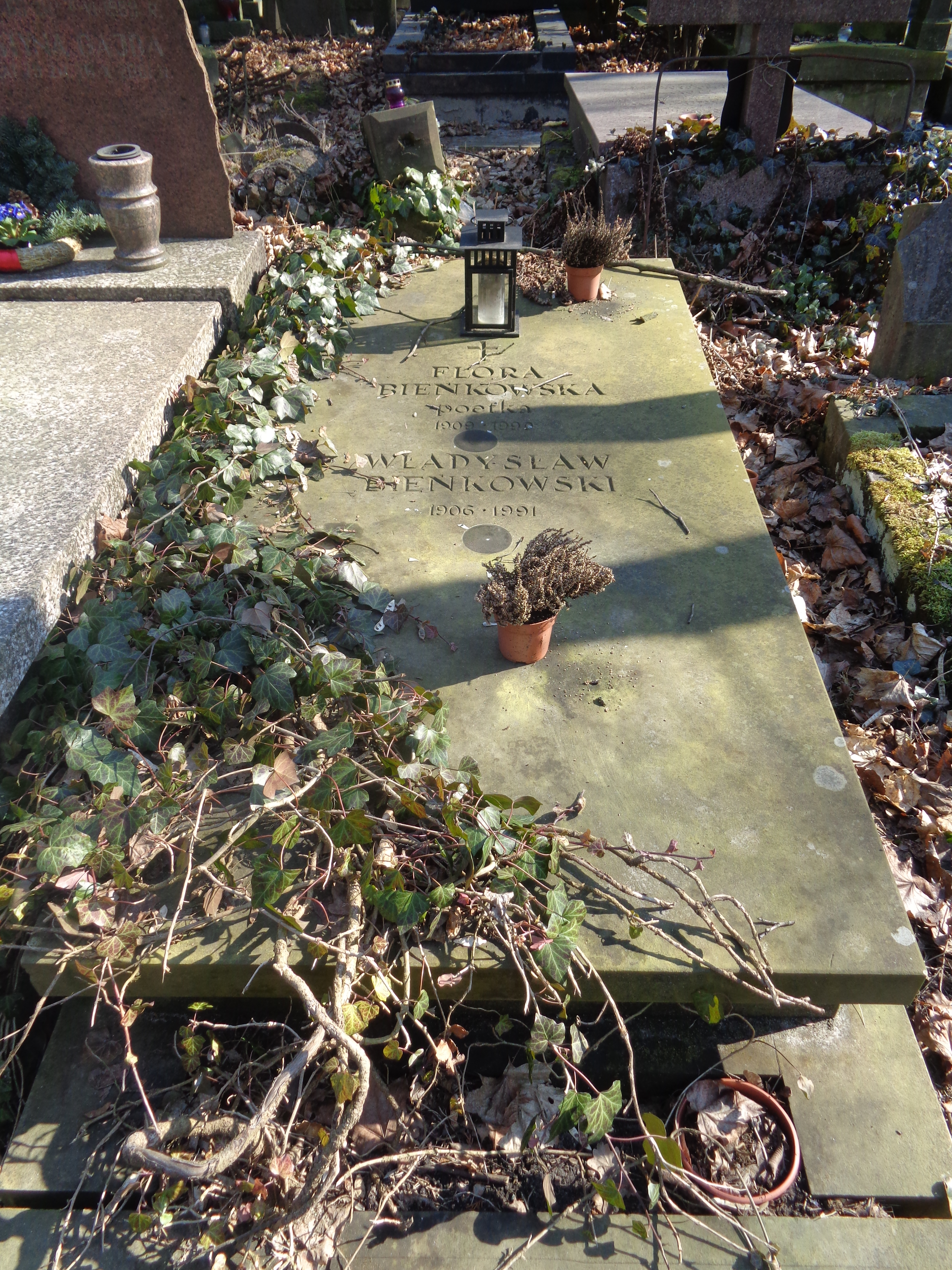
Nagrobek Flory Bieńkowskiej na Cmentarzu Powązkowskim

Flora Bieńkowska z d. Zaborowska (ur. 9 czerwca 1914 w Mogielnicy, zm. 30 września 1990 w Warszawie) – polska poetka, pisarka, autorka sztuk scenicznych. Żona Władysława Bieńkowskiego, matka Ewy i Andrzeja.

## Życiorys
Studiowała na Wydziale Społeczno-Politycznym Wolnej Wszechnicy Polskiej w Warszawie. W latach 1943–45 była żołnierzem GL i AL. Pełniła też funkcję współpracowniczki prasy konspiracyjnej PPR. W 1963 otrzymała Nagrodę Ministra Kultury i Sztuki za trylogię Dalekie drogi. W 1970 cenzura zablokowała wydanie jej powieści Południe wieku, która ukazała się dopiero pośmiertnie w 2019. 23 sierpnia 1980 roku dołączyła do apelu 64 uczonych, pisarzy i publicystów do władz komunistycznych o podjęcie dialogu ze strajkującymi robotnikami.
Spoczywa na cmentarzu Powązkowskim w Warszawie (kwatera 279, rząd 4, grób 27).

## Twórczość
- Wiosna 1944 (sztuka sceniczna)
- Dalekie drogi (trylogia powieściowa - tom 1: Czyściec; tom 2: Pusta kwinta; tom 3: Smuga światła)
- Wyróżniony ogród (poezje)
- Krajobraz słowa (poezje)
- Południe wieku (powieść)